# Calne
Calne è una cittadina di 13 606 abitanti della contea del Wiltshire, in Inghilterra.

## Amministrazione

### Gemellaggi
- Charlieu, Francia
- Eningen, Germania
- Caln, Stati Uniti